# اکومن
اَکومَن یا اکه‌منه برپایه مزدیسنا نخستین دیو از دیوهای کماله است. او دشمن بهمن امشاسپند می‌باشد. او برگزیده دیوان است و مردمان بد بدو می‌پیوندند. برپایه وندیداد آفرینش اهریمنی از او پدید می‌آید.
برخی پژوهشگران اکومن یا اکه منه را همان اکوان دیو دانسته‌اند.

## واژه‌شناسی
اکومن در پهلوی akōman و در اوستایی -aka.manah به معنای اندیشهٔ بد می‌باشد.

## گاتاها
مفهوم «اَکِم مَنَه» در گاثاها، که قدیمی‌ترین متون زرتشتی و منسوب به زرتشت هستند، به‌خوبی شناخته شده است.
در دو مورد از سه باری که این واژه در گاتاها به کار رفته، «اَکِم مَنَه» به ویژگی مردم اشاره دارد.    پیمان می‌دهد که با پرستش، نافرمانی و اندیشه بد خود («اَکِم مَنَه») را جبران کند.    «اَکِم مَنَه» به‌عنوان حالت ذهنی یا انگیزه‌ای معرفی می‌شود که باعث انجام اعمال فریبکارانه می‌شود.
در سومین مورد، «اَکِم مَنَه» به دیوان نسبت داده شده است. دیوان در آیین زرتشتی بعدی به‌عنوان دیو شناخته می‌شوند،  دیوان به‌عنوان فرزندان «اَکِم مَنَه» معرفی شده‌اند، نه «اَنگره مَینیو».
اصطلاحات دیگری نیز در گاتاها وجود دارند که مفاهیمی نزدیک به «اَکِم مَنَه» دارند، اما کاملاً معادل آن نیستند. یکی از این مفاهیم، «اَکا مَینیو» (روح یا ابزار شر) است که در گاثاها در برابر «سپنتا مَینیو» (روح بخشنده) قرار دارد؛ نیرویی که از طریق آن اهورامزدا با اندیشه‌اش جهان را آفرید. مفهوم دیگر «اَنگره مَینیو» (روح ویرانگر) است که در سنت زرتشتی نماد شر مطلق به شمار می‌رود، اما در گاثاها به‌عنوان یکی از مخالفان اصلی «سپنتا مَینیو» توصیف شده است.
«اَکِم مَنَه» در گاتاها ممکن است با «اَچیشتِم مَنَه» (بدترین اندیشه) معادل باشد. این مفهوم مشابه تقابل زرتشتی میان «اَکِم مَنَه» و «وُهومَنَه» (اندیشه نیک) است.  نیز محل سکونت افراد شرور، «اَچیشتِم مَنَه» معرفی شده است.

## مباحث مرتبط
- اکوان دیو